# Kasper Salin
Kasper Erik Salin, född den 18 november 1856 i Örebro, död den 23 juni 1919 i Stockholm, var en svensk arkitekt och amatörfotograf. Hans namn förknippas huvudsakligen med det efter honom uppkallade arkitekturpriset, Kasper Salin-priset. Han var son till byggmästaren Carl Salin och Anna Wohlfahrt. Han var halvbror till Mauritz Salin och helbror till Bernhard Salin.

## Arkitekten
Kasper Salin drev under större delen av 1880-talet, tillsammans med studiekamraten Isak Gustaf Clason (1856–1930), ett arkitektkontor i Stockholm. Tillsammans med honom ritade han bland annat Östermalms saluhall som blev klar 1888, han stod bakom den komplicerade gjutjärnskonstruktionen av hallens pelare och tak. I Stockholm ritade han i huvudsak hyreshus, oftast i samarbete med Clason. Han hade även ett samarbete med sin yngre arkitektkollega Gustaf Lindgren (1863–1930).  År 1898 utnämndes Kasper Salin till stadsarkitekt i Stockholm. Han hade tjänsten till 1915, där han efterträddes av Sigurd Westholm. 
Kasper Salins fick många uppdrag av bröderna Seth och Frans Kempe, två norrländska storföretagare vid sekelskiftet. Salin blev något av brödernas chefsarkitekt på 1890-talet. Bland annat ritade han arbetarbostäder på Norrbyskär, ett sågverkssamhälle i norra Ångermanland cirka 30 km söder om Umeå.
Kasper Salin har fått ge namn åt Sveriges mest prestigefyllda arkitekturpris, Kasper Salin-priset, som utdelades första gången 1962 till Markuskyrkan i Björkhagen, södra Stockholm, ritad av arkitekten Sigurd Lewerentz.
Kasper Salin-priset har inspirerat det ironiska arkitekturpriset Kasper Kalkon-priset som sedan 2017 delas ut av föreningen Arkitekturupproret till bland annat det föregående årets ”fulaste nyproduktion”.

### Verk i urval

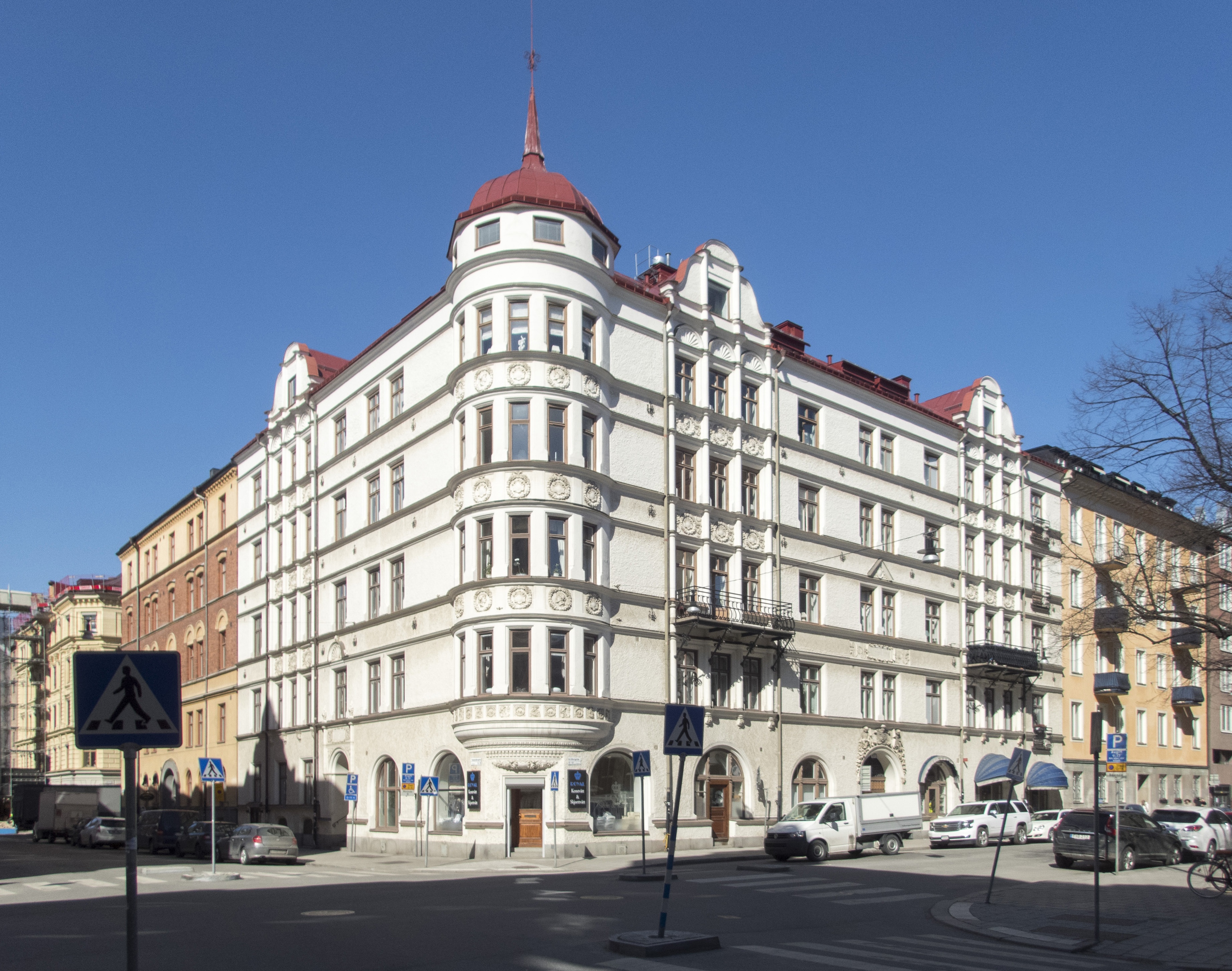
Artillerigatan 51 / Kommendörsgatan 29,
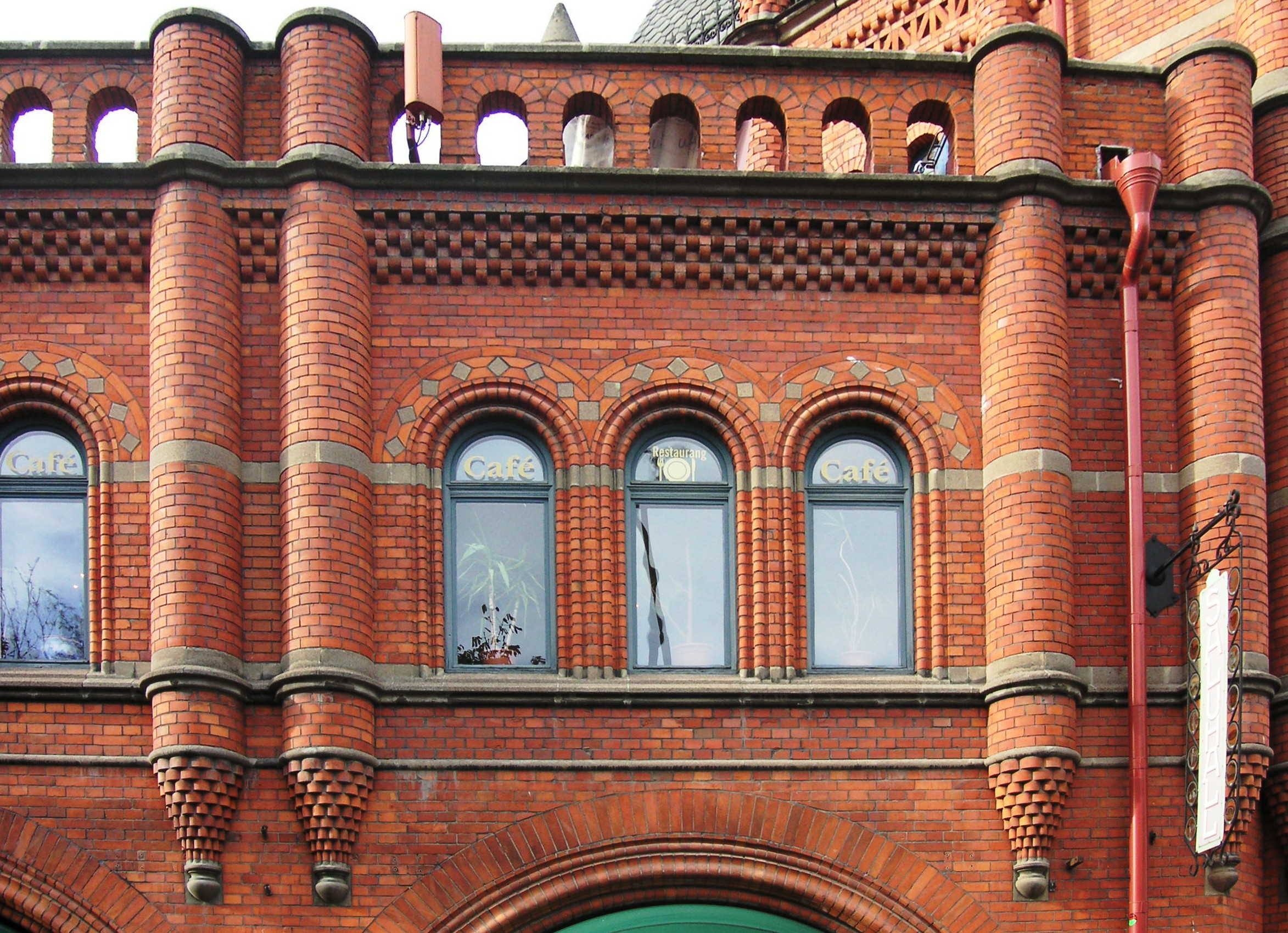
Östermalms saluhall.
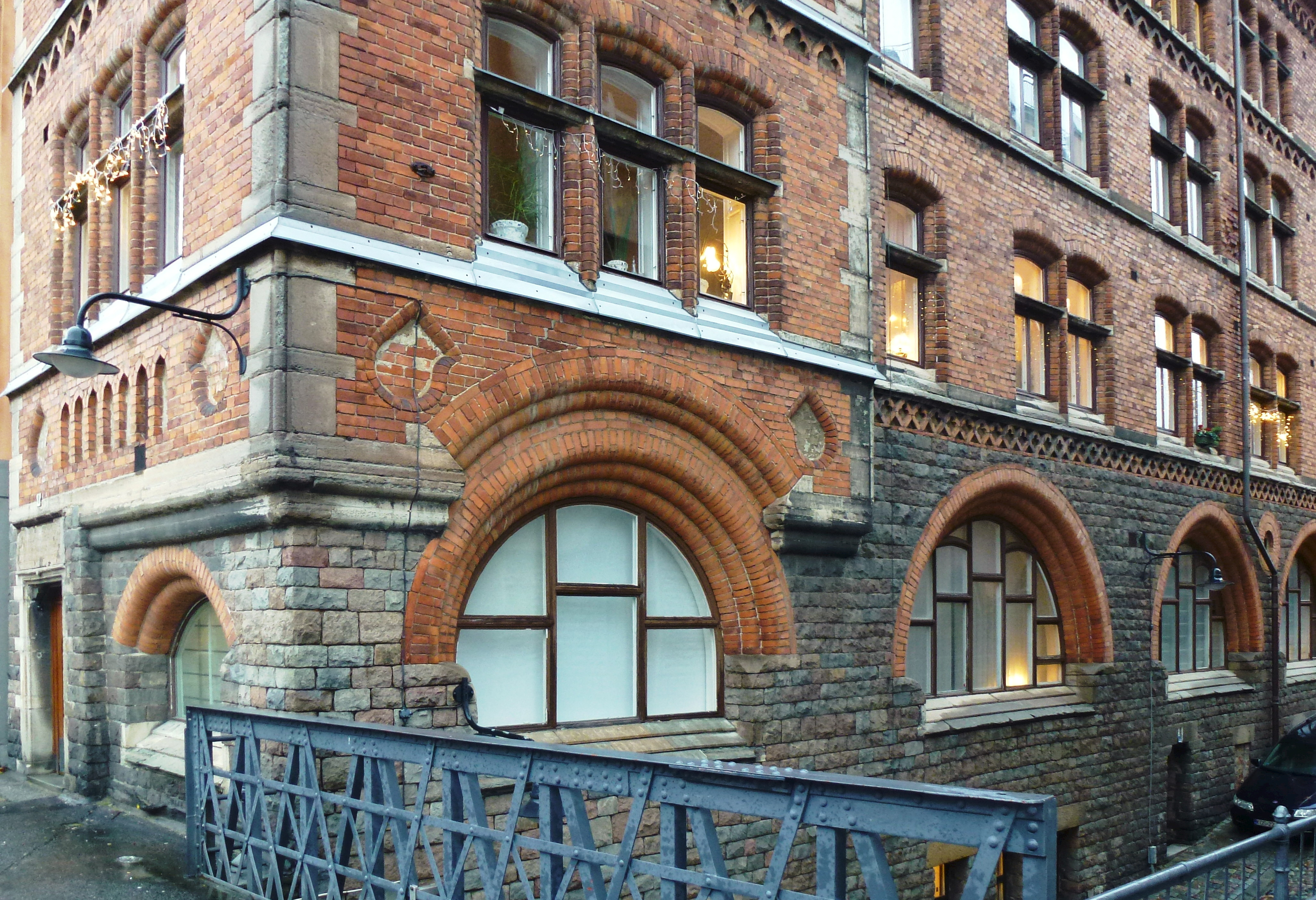
Kattan mindre 5.
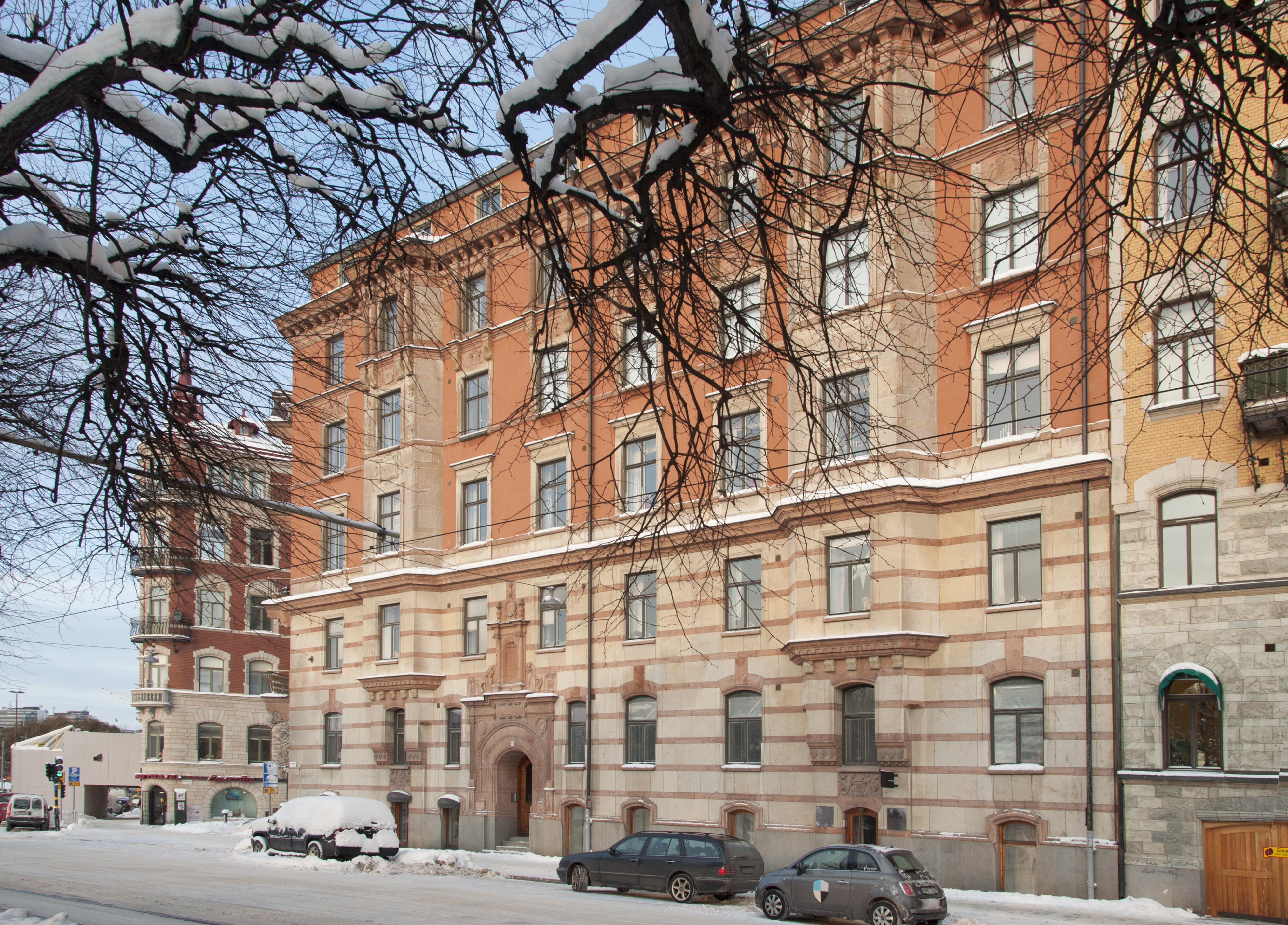
Krabaten 4, Strandvägen 11.

## Fotografen
Mellan år 1885 och 1919 tog Kasper Salin närmare 2000 fotografier huvudsakligen av Stockholmsmotiv. Dessa klistrade han prydligt in i femton A5-pärmar. I pärmarna finns dessutom ett hundratal fotografier av andra fotografer, främst vänner från Fotografiska föreningen. Framför allt Södermalm väckte hans intresse och det beror förmodligen på att Södermalm var den stadsdel som hade den mest ålderstigna bebyggelsen. Själv bodde Salin i området kring Klara kyrka på Norrmalm. 
Då han var amatörfotograf blev Salins bilder inte särskilt välkomponerade men de visar istället en spontanitet som många samtida professionellt tagna bilder saknar. Salin fotograferade mitt på dagen när många människor var i rörelse och han dokumenterade den äldre bebyggelsen med de hus, gårdar, gator och kvarter, som försvann i den stora omdaningen av Stockholm vid 1800-talets slut. Det är en lantlig stad som träder fram i dessa fotografier.
Under 2008 registrerades Salins negativ i Stockholms stadsmuseums fotodatabas. Arbetet prioriterade de negativ som dokumenterar händelser och personer och som samtidigt är typiska för helheten.

### Fotografier i urval

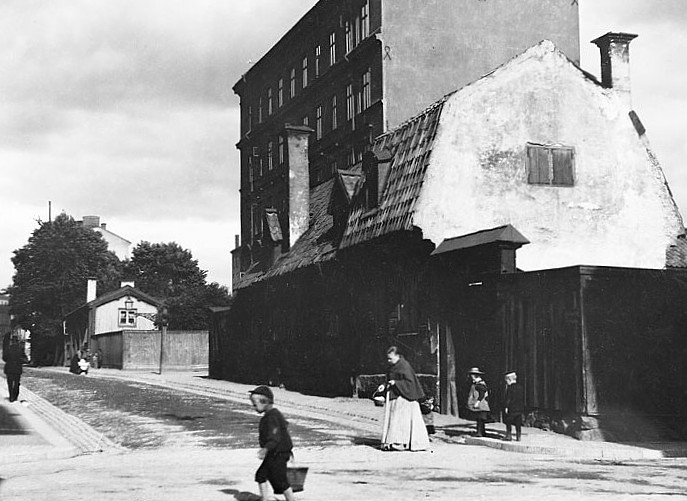
Bondegatan kring 1900.
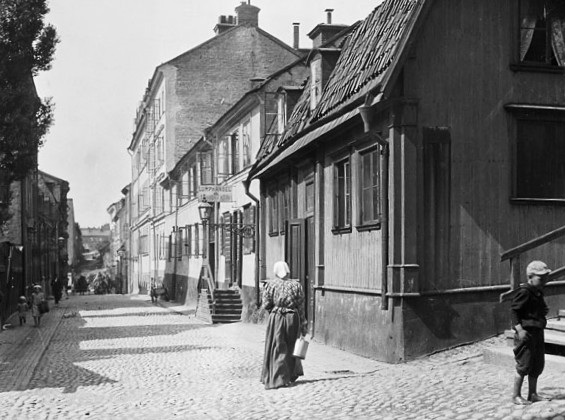
Tavastgatan kring 1900.
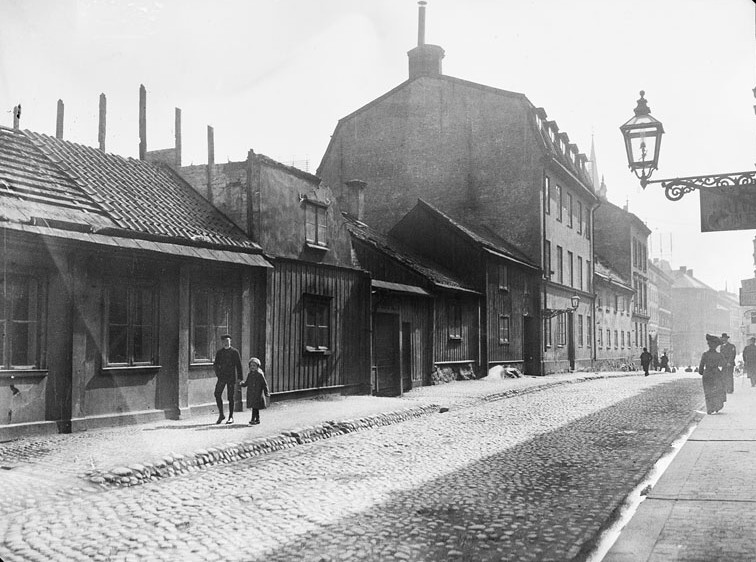
Döbelnsgatan king 1900.
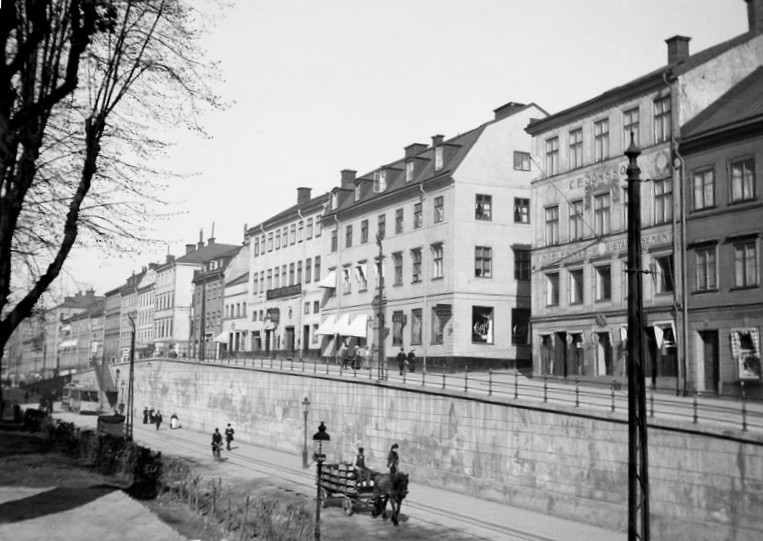
Hornsgatspuckeln 1905.